# 大山美保
大山 美保（おおやま みほ・1985年4月19日 - ）は、日本の女性モデルで、元レースクイーン。
三重県出身。プリッツコーポレーション所属。愛称は「みほまる」。

## 来歴

### モデル活動開始〜SUNOCOイメージガールへ
短大卒業後から愛知県名古屋市のモデル事務所「ビリーブ」に所属し、モデル・イベントコンパニオンの仕事を始める。
2008年、日本特殊陶業のイメージガール「NGKスパークガールズ」を務めた後、2009年にはパチンコ雑誌「シティパラダイス」の“パラダイスガール”を務め、同年度の“ミスパラダイス”にも選ばれた。パラダイスガールの同期（2期生）には日野礼香がいる。
2010年、SUNOCOイメージガールに選ばれたのを機に上京。プリッツコーポレーションに移籍する。以後2011年、2012年と3年連続でSUNOCOイメージガールを務め、SUPER GT、フォーミュラ・ニッポン、スーパー耐久の3カテゴリーに参加した。

### フレッシュエンジェルズ〜Keihinレースクイーンへ
2012年からは三栄書房（現：三栄）発行のゴルフ雑誌「GOLF TODAY」の“GTバーディーズ”に参加。2013年、SUPER GT「D'stationフレッシュエンジェルズ」の一員として、再びレースクイーンの活動を行う。途中、千葉さくらが体調不良により活動辞退したため、大山と佐崎愛里、古賀あかねの3人でシーズン終了を迎えた。この年の4月には「東京オートサロン in シンガポール」にイメージガール“J-Girls”の一員として参加している。
2014年は同じ所属事務所の佐藤彩奈と共にSUPER GT「Keihin Blue Beauties」として活動する一方、フレッシュエンジェルズで一緒だった佐崎愛里らと共に「GOODYEARエンジェル」としてD1 GRAND PRIXにも参加。スーパー耐久「Team Faust Racing」のレースクイーンや、MotoGP「IDEMITSU Honda Team Asia」のレースクイーン（相方：水村リア）としての活動もあった。

### RAYBRIG就任〜引退とその後
2014年のSUPER GT最終戦を半月前に控えた同年10月27日、自身のブログにおいてレースクイーン卒業を発表。この年は自身のRQ人生を“思う存分やりきろう”と思い、初心に帰ってKeihinのオーディションを受けたという。なお、Keihinで共働した佐藤彩奈もこの年をもってRQを引退した。
しかし、年末にこの「卒業宣言」を撤回し、「東京オートサロン2015」最終日の2015年1月11日、遠藤ゆきえと石黒エレナから引き継ぐ形で2015年度のRAYBRIGレースクイーン就任を発表。RQデビュー前から憧れていたRAYBRIGを満年齢30歳で務めた。
そして「東京オートサロン2016」2日目の2016年1月16日、レースクイーン業から完全に引退することを発表。同年、比良祐里と共に務めるRQを林紗久羅（1989年〈平成元年〉生）に譲ったことにより、昭和生まれ（1985年〈昭和60年〉生）としては最後のRAYBRIGレースクイーンとなった。
RQ卒業後はオートサロンでのファン感謝祭やスタンレーレディスゴルフトーナメントのゲスト出演で、RAYBRIGのコスチュームを披露する他、得意のイラストを生かして地元の鈴鹿サーキット公式サイトでレース関連の漫画を期間限定で掲載している。2019年のSUPER GTでは、自身がRQを務めたD'Station Racingのホスピタリティスタッフとしてレースに関わった。
2021年7月15日、自身のツイートで結婚していたことと、第一子を出産していたことを明かした。

## 人物
- 兄が1人いる[2]。

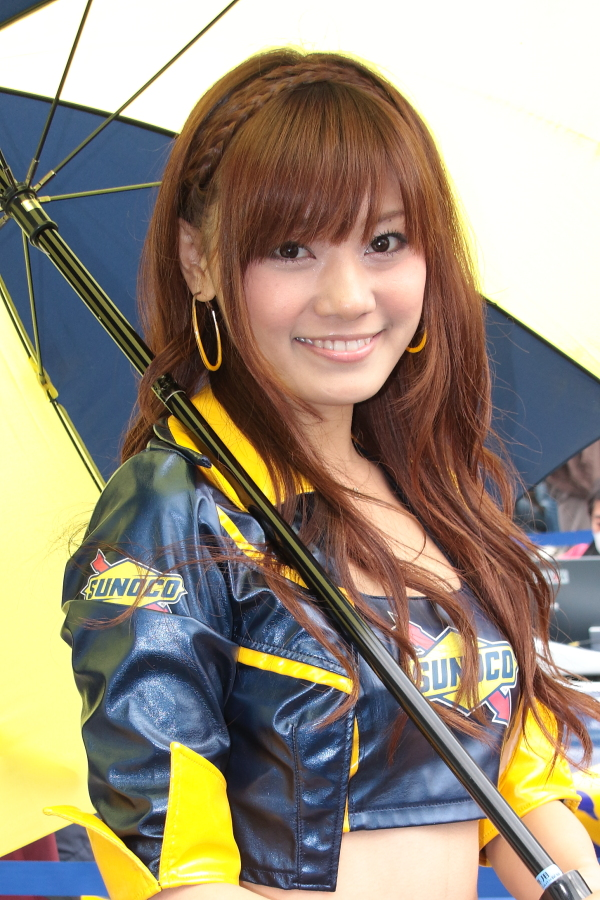
SUNOCOイメージガール時代の大山美保
（2010年・フォーミュラニッポン鈴鹿戦にて）

- 趣味はイラストを描くこと。2013年6月9日放送の『SUPER GT+』（テレビ東京）で行われた「レースクイーン一発芸コンテスト」では、当時同番組にレギュラー出演していた狩野恵里アナウンサーと、ゲスト出演していたお笑いコンビ「Hi-Hi」の似顔絵を披露。Hi-Hiの上田からは「特徴を捉えている」と評価されたが、グランプリ受賞はならなかった[31]。
- 色彩検定1級、カラーコーディネート3級、販売士3級の資格を持つ。
- 日本レースクイーン大賞では、2011年（第2回）・2012年（第3回）・2014年（第5回）の計3回受賞している[32]。

## 出演

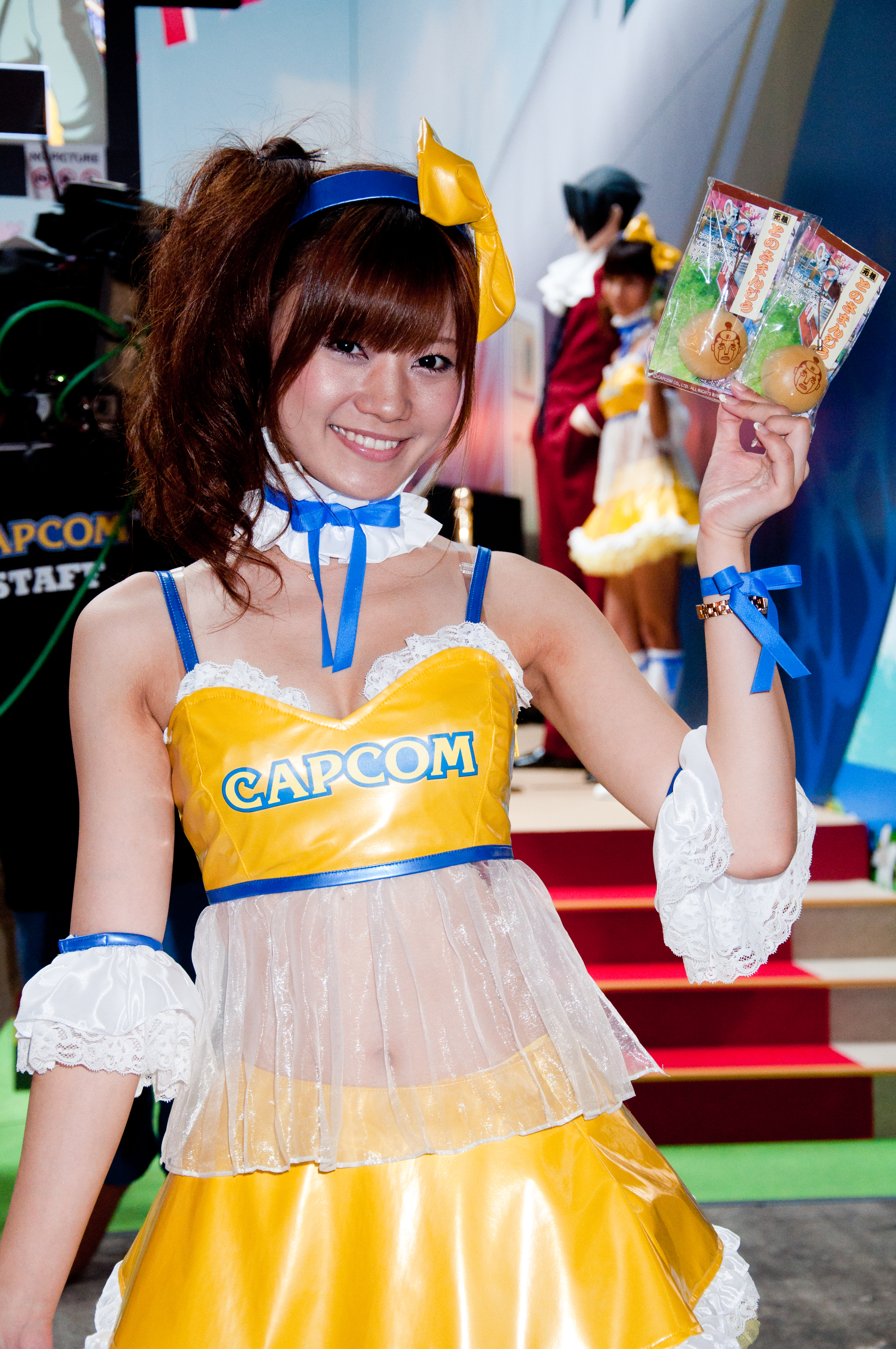
東京ゲームショウ2010にCAPCOMブースのコンパニオンとして出演
（2010年9月17日）

### イベント
- 名古屋オートトレンド「AMSブース」（2007年、2009年）
- 大阪オートメッセ
  - 「SUBARUブース」（2008年）
  - 「NGKブース」（2009年）
- 東京モーターショー
  - 「NGKブース」（2009年）
  - 「ブリヂストンブース」（2011年）
- 東京ゲームショウ「カプコンブース」（2010年、2011年、2013年）
- イオンカップ世界新体操クラブ選手権（2010年、2011年　東京体育館） - 表彰式アテンドとして参加[33][34]
- CP+「ニコンブース」（2011年）
- CEATEC JAPAN「NTTドコモブース」（2011年、2012年）
- 青森トヨタ・ネッツトヨタ青森「ドライブ王国2012」（2012年6月23日 - 24日、青森スピードパーク）[35]
- パイオニアサウンドカーコンテスト2012（2012年8月31日 - 9月1日、幕張メッセ） - コンパニオン&表彰式アテンドとして参加[36]
- 東京オートサロン
  - 「NGKブース」（2009年）
  - 「Glasspitブース」（2013年） - 同事務所の高家望愛と共演
  - 「フェデラルコーポレーションブース」（2014年） - 同事務所の櫻井はなと共演
  - 「GOODYEARブース」（2015年）
  - 東京オートサロン in シンガポール（2013年4月12日 - 14日、マリーナベイ・サンズ コンベンションセンター） - イメージガール「J-Girls」[注 4]として出演
- ニコニコ超会議「ゲームオンブース」（2014年）[37]
- スタンレーレディスゴルフトーナメント（2015年、2016年、2017年）[注 5]
- ネッツトヨタ青森大試乗会 in ASPA（2016年9月17日 - 18日、青森スピードパーク）- 岡島彩花[注 6]と共演[40]

### ラジオ
- TOKYO FM「ピートのふしぎなガレージ」（2013年11月16日） - 第33話“モーターショー”に星澄美華と共にゲスト出演[41]

### CM
- アサヒフードアンドヘルスケア「ミンティアガールズ」三重県代表[42][43]
  - ミンティアガールズ出身のRAYBRIGレースクイーンは、計4人となった（他は就任順に佐野未来、春那美希、遠藤ゆきえ）。

### SNS
- クリエイターズスタンプ「LINE」みほまる「ほけきょスタンプ」[44]承認される。(2018年2月3日)
- クリエイターズスタンプ「LINE」みほまる「愛しきおじさんスタンプ」[45]承認される。(2018年2月21日)
- クリエイターズスタンプ「LINE」みほまる「おむつエンジェルスタンプ」[46]承認される。(2018年3月8日)
- クリエイターズスタンプ「LINE」みほまる「ぱんだｘぱんだスタンプ」[47]承認される。(2018年3月16日)